# Giovanni Diodati
Giovanni Diodati (Ginevra, 3 giugno 1576 – Ginevra, 13 ottobre 1649) è stato un teologo italiano nato in Svizzera e di fede protestante.
Apparteneva alla nobile famiglia dei Diodati, famiglia lucchese convertitasi al calvinismo, fu professore di lingua ebraica all'Accademia di Calvino a Ginevra, pastore dal 1608 e professore di teologia dal 1606 al 1645. Tradusse la Bibbia in italiano nel 1607 e in francese nel 1644; la versione italiana (“La Sacra Bibbia ossia L'Antico e Il Nuovo Testamento”) fu considerata dal protestantesimo italiano la versione ufficiale fino a quando apparve la cosiddetta riveduta ad opera di Giovanni Luzzi.

## Origini della famiglia Diodati
Giovanni Diodati nacque a Ginevra il 3 giugno 1576. La sua famiglia proveniva da Lucca, dove era stata convertita al Protestantesimo durante il soggiorno di Pietro Martire Vermigli in quella città. I membri della famiglia Diodati, una delle più antiche famiglie della repubblica, fin dal XIII secolo avevano avuto incarichi pubblici importanti, e si erano distinti tanto nella letteratura quanto nelle scienze.
Michele Diodati, dignitario di Lucca e nonno di Giovanni, nonostante le connessioni con la politica ufficiale del tempo e con il papato si interessò, fino ad abbracciarle, alle nuove idee protestanti portate da Pier Martire Vermigli. Nel 1558, sospettato di eresia, fu rimosso dalle sue cariche ufficiali e citato a comparire a Roma davanti al Sant'Uffizio, il quale lo rilasciò dopo due anni di alterne vicende (1558-1560).
Il figlio, Carlo Diodati, si recò poi a Lione come impiegato di commercio, dove strinse contatto con i pastori riformati. Quando però si accese in Francia una forte persecuzione contro i riformati, decise di rifugiarsi a Ginevra nel 1567. Qui aderì apertamente alla Chiesa Riformata, alla quale avevano già aderito parecchi lucchesi. I Diodati erano profughi benestanti e si distinsero nella città insieme alle altre famiglie lucchesi di esiliati come i Turrettini e i Calandrini. Nel 1572 gli viene conferita la cittadinanza ginevrina diventandone patrizio, e nel 1573 venne eletto nel Consiglio dei duecento della città. Dal suo secondo matrimonio nacque, il 3 giugno 1576, Giovanni, poi battezzato dal pastore riformato lucchese Nicola Balbani. Carlo Diodati morì a 84 anni nel 1625.

## Giovinezza
Giovanni studiò teologia presso l'Accademia di Ginevra sotto i successori di Calvino, uomini come Teodoro di Beza e Casabono. Studiò inoltre ebraico e aramaico all'università (o Accademia) riformata tedesca di Herborn (Academia Nassauensis), fondata nel 1584 e chiusa da Napoleone nel 1817. Probabilmente, suo insegnante era stato Johann Fischer (Piscator), rettore dell'Università di Herborn dal 1584 al 1625, traduttore a sua volta della Bibbia ufficiale di Berna.
La connessione con l'università di Herborn è importante pure per comprendere i suoi collegamenti con alcuni esponenti del mondo puritano, quali Johan Amos Komenskẏ (Comenius), Althusius, Piscator, Alsted, Buxdorf, Aslakssen, ecc. Tutti questi, insieme ai loro libri stampati all'università di Herborn, giocarono un ruolo importante nell'America dei "padri pellegrini".
Diventò dottore in teologia all'età di 19 anni, e professore di ebraico all'Accademia di Ginevra all'età di vent'anni. Succedette in questo incarico a Casabono, che aveva lasciato Ginevra per recarsi a Montpellier.
Nel 1600 sposò Maddalena Burlamacchi, e il matrimonio, benedetto dal pastore Bernardo Basso, di Cuneo, venne celebrato a Ginevra nella Chiesa riformata italiana. Dal suo matrimonio nacquero 9 figli, 5 maschi e 4 femmine.
Nel 1608 Diodati divenne rettore e conservò la sua cattedra di ebraico fino al 1618. Fu professore all'Accademia di Ginevra dal 1599 al 1645, quattro anni prima della sua morte.
Diodati lasciò Ginevra per un breve periodo per recarsi a Venezia, per visitarvi le chiese riformate francesi, e poi fu delegato di Ginevra presso il Sinodo di Dordrecht.

## Italiano o ginevrino?
Nonostante il suo rapporto con Ginevra, che durerà tutta la vita, Diodati sembra essersi sempre considerato come un lucchese che vive a Ginevra. Nella sua prima versione annotata della Bibbia in italiano, pubblicata nel 1607, egli descrisse se stesso come "di nation lucchese". Questa identificazione con Lucca non è solo tipica del giovane Diodati, dato che continuò a identificarsi in questo modo anche nella sua versione italiana della Bibbia del 1640/41, prodotta verso la fine della sua vita. Nonostante quindi la sua associazione con Ginevra, Diodati si considerò sempre italiano; inoltre, fin dalla sua giovinezza egli aveva ardentemente desiderato che la causa dell'Evangelo trionfasse in Italia, e che gli italiani si ribellassero a quella che considerava la tirannia del Papato.

## Diodati linguista
La carriera del Diodati è stata quella di un pastore riformato al servizio accademico della Chiesa di Ginevra. Diodati, forse, era più un linguista che un teologo. Per lui era di grande importanza che le Scritture fossero disponibili a tutti in forma leggibile e con semplici annotazioni. A questo fine dedicò le sue capacità accademiche per la più gran parte della sua vita.
Iniziò quindi a tradurre l'Antico e il Nuovo Testamento dagli originali ebraico e greco. Nel 1607 ne pubblicò la prima edizione, corredata di note; poi nel 1641 la seconda, riveduta, annotata più ampiamente dell'altra, con l'aggiunta di una versione metrica dei Salmi.
Inevitabilmente, questa sua preoccupazione di rendere accessibile a tutti la Bibbia doveva rendersi evidente nel suo incarico accademico di docente d'ebraico nell'Accademia ginevrina. Prima del suo incarico, la cattedra d'ebraico era stata una creazione degli umanisti, dedicata allo studio della lingua, a livello meramente linguistico. Con Diodati questa impostazione doveva cambiare, portandovi una marcata accentuazione teologica.

## Diodati e l'Italia
Il principale coinvolgimento del Diodati negli affari italiani cominciò quando era ancora giovane, nel tempo in cui aveva appena completato la sua prima versione annotata della Bibbia in italiano. Suo primo e più grande desiderio era che la Riforma protestante potesse trionfare e diffondersi in Italia, e vedere la tirannia papale sempre più rifiutata dagli italiani. Per questo trovò dapprima nella Repubblica veneta un terreno favorevole all'affermazione della Riforma.
Ecco che così entrò ben presto a far parte del gruppo di "cospiratori" a Venezia, che aveva coinvolto fra Paolo Sarpi, il teologo ufficiale della repubblica veneta, due ambasciatori inglesi, sir Henry Wotton e Sir Dudley Carleton, George Bedell e il leader ugonotto francese Philippe Duplessis-Mornay.
Diodati operò in questo gruppo con l'obiettivo di indebolire il potere papale a Venezia e visitò questa repubblica due volte, nel 1605 e nel 1608, sotto lo pseudonimo di Giovanni Coreglia.
Il primo giugno 1605 egli scrisse a un suo amico: "Gli affari vanno di bene in meglio, il numero degli evangelici cresce grandemente. Desidero ardentemente lavorare in quei luoghi, e rapidamente. Mi sono deciso a intraprendere questa vocazione santa e desiderabile... Il papa ha le sue astute spie, e lo si può vedere dalla sorte che hanno avuto le bibbie che ho mandato".
Egli scrisse una cronaca della seconda visita, la quale fu pubblicata da E. de Budé nel 1863 come "Briève relation de mon voyage a Venise en septembre 1608".
Nel novembre 1605 Paolo Sarpi, in una sua lettera certifica che a Venezia, fra il popolo, vi sono fino a 15.000 persone "disposte a rinunciare alla Chiesa di Roma", e annota: "Vi sono alcuni che da padre in figlio preservano la conoscenza del vero Dio, o perché sono discendenti dei riformati grigionesi, nostri vicini, o perché sono i superstiti degli antichi Valdesi, che avevano lasciato seguaci in Italia".
La cospirazione contro il potere papale, che sul piano politico poteva solo essere promossa e difesa dalla conversione di nobili e influenti autorità, venne ben presto repressa: gli ecclesiastici compromessi con la Riforma furono esiliati, i nobili impauriti facevano marcia indietro, mentre al popolo non restava che sottomettersi alle autorità cattoliche romane o conservare in segreto la fede riformata.
Il fallimento dei progetti dei riformati a Venezia prese avvio quando una delle lettere del Diodati cadde nelle mani del gesuita francese Pierre Coton, che a quel tempo era confessore del Re di Francia e che più tardi attaccò la traduzione francese della Bibbia ginevrina.
Diodati però non era un politico che intendesse far trionfare la Riforma con trame politiche, ma soprattutto un genuino evangelista; numerose volte aveva affermato che solo lo Spirito Santo avrebbe potuto far trionfare la causa della Riforma.
In una sua lettera a Duplessis-Mournay egli scrive: "Io voglio stare molto attento a non porre il minimo ostacolo alla libera azione dello Spirito Santo, sia per mia incapacità, che per paura di pericoli. Io sono convinto che Dio, che oltre le mie stesse speranze ed in modi a me sconosciuti, mi ha utilizzato nell'opera delle Sue Scritture, in questo stesso tempo e con grande successo, come mi assicura il giudizio di molti uomini d'esperienza e voi fra di essi. Sarà Lui a darmi, se necessario, parole di potenza e di sapienza, per il Suo servizio in questi luoghi per l'avanzamento del Suo regno, e la distruzione della grande Babilonia".
Vi sono due riferimenti al Diodati nella corrispondenza pubblicata del Sarpi, in "Paolo Sarpi - Lettere ai Gallicani" di Boris Ulianich, e "Fra Paolo Sarpi - Lettere ai Protestanti", di Manlio Dirilo. Il coinvolgimento del Diodati con il Sarpi, lo spinse a tradurre in francese la sua Storia del Concilio di Trento, un'opera che ebbe più successo di ogni altra opera del Diodati, con l'eccezione della Bibbia italiana del 1640/1641|41.

## Diodati al Sinodo di Dordrecht
Diodati venne inviato, con Teodoro Tronchin, a rappresentare la città e la chiesa riformata di Ginevra al Sinodo riformato di Dordrecht del 1618-1619.
I princìpi dottrinali della teologia riformata classica (Calvinismo) erano stati messi in dubbio all'interno dello stesso mondo riformato, da professori d'università che ne avevano alterato la consistenza rivedendo tutto il sistema calvinista sulla base di principi estranei. Era stato così introdotto all'interno del mondo riformato un serio elemento di disgregazione che ne avrebbe messo in pericolo l'unità se non vi si fosse messo al più presto rimedio convocando uno speciale Sinodo generale del mondo riformato. In esso sarebbero state messe a confronto le due posizioni mentre sarebbe stata ribadita l'ortodossia calvinista contro queste nuove sfide. L'importanza della cosa non era sfuggita alla Chiesa di Ginevra, che pure era stata invitata a prendervi parte attiva.
Il Sinodo, tenuto negli anni 1618-1619 a Dordrecht, produsse i famosi "Canoni di Dordrecht", uno degli standard dottrinali delle posizioni riformate classiche (Calvinismo). Esso affermava la posizione calvinista ortodossa sulla predestinazione e sui problemi annessi, e venne diretto contro i Rimostranti (o Arminiani), che avrebbero voluto un'affermazione che lasciasse maggiore spazio alla libera volontà umana. Arminio era morto nel 1609; nel 1610 i suoi seguaci avevano prodotto una Rimostranza contro l'insistenza degli ortodossi sulla predestinazione individuale; nel 1611 una contro-rimostranza ribadiva la posizione ortodossa, ed era così esplosa una forte polemica. Oltre alla predestinazione sarebbero stati trattati altri temi: i Rimostranti volevano una Chiesa tollerante, sotto la supervisione dello stato, mentre i contro-rimostranti lottavano per l'indipendenza della Chiesa. La questione ebbe riflessi anche sulla politica del tempo. Convocato dagli Stati Generali, il Sinodo comprendeva delegati eletti dalle diverse province dei Paesi Bassi. Oltre ai suoi membri olandesi, pastori e laici, avrebbe compreso delegati stranieri provenienti dalle chiese riformate dell'Inghilterra, della Scozia, del Palatinato, di Brema, dell'Assia, dei cantoni svizzeri e di Ginevra, rappresentata appunto da Giovanni Diodati.
Vennero invitati anche i riformati francesi, ma Luigi XIII impedì loro di partecipare. Gli Stati Generali scelsero cinque professori di teologia e 18 commissari per dare consigli. I delegati regolari erano 56. Il Sinodo prese la posizione convenuta di giudicare se i Rimostranti concordassero con la posizione delle Confessioni di Fede riformate e citarono gli esponenti arminiani ad intervenire. Nonostante le proteste dei rimostranti, se il tema fosse o no la revisione delle Confessioni di Fede, il Sinodo proseguì i suoi lavori. Il rimostrante Episcopius denunciò il sinodo come non qualificato e non rappresentativo, e si rifiutò di cooperare.
Giudicando i rimostranti dai loro scritti, il Sinodo ne concluse che non erano ortodossi perché annullavano l'elezione della grazia e rendevano l'uomo arbitro della propria salvezza.
Vennero formulati dei Canoni per riassumere la posizione ortodossa contro i Rimostranti, e si affermò la depravazione totale dell'uomo (cioè l'uomo, dopo la Caduta, non può scegliere di servire Dio), l'elezione incondizionata (la scelta che Dio fa degli eletti non è condizionata da azione alcuna che essi compiano), la redenzione limitata (Cristo è morto solo per gli eletti, dato che coloro per i quali morì vengono salvati), la grazia irresistibile (la grazia divina non può essere respinta dagli eletti), e la perseveranza dei santi (una volta eletto, eletto per sempre). I Canoni vennero adottati ufficialmente dalla Chiesa riformata olandese. Ai Rimostranti venne negato il pulpito e i loro leader vennero espulsi dal paese.
Durante il Sinodo, Diodati si ammalò e non fu in grado, di conseguenza, di partecipare a tutte le sessioni. Questa malattia, però, non impedì al Diodati di prendere parte attiva ai lavori. Egli rivolse la sua parola personalmente al Sinodo sull'argomento della Perseveranza dei santi colpendo favorevolmente l'uditorio, perché il delegato scozzese Balcanqual scrisse che il Diodati era intervenuto con la stessa dolcezza con la quale predicava, non come i dottori usavano fare nelle scuole. Questo discorso venne pure accolto bene dallo storico arminiano olandese G. Brandt, che generalmente non aveva preso in simpatia il Diodati. In questa circostanza il Brandt aveva lodato la moderazione del Diodati. Diodati aveva pure consigliato il Sinodo circa le traduzioni bibliche, ma sfortunatamente ogni traccia di quanto aveva detto sembra essere andata perduta. Diodati discusse pure la questione della censura sulla stampa, forte della sua esperienza a Venezia, sostenendo la tesi che troppa severità sarebbe stata altrettanto dannosa che pochi controlli.
I delegati di Ginevra al Sinodo di Dordrecht presero dunque una parte attiva alle discussioni teologiche di quella assemblea. Diodati venne eletto dal comitato che doveva produrre i Canoni di Dordrecht a redigere l'affermazione finale del Sinodo sulla dottrina della salvezza. I ginevrini pure scrissero un loro proprio resoconto sulle questioni in considerazione. In generale, Giovanni Diodati e Teodoro Tronchin espressero opinioni generalmente simili a quelle degli altri delegati riformati al Sinodo. Al riguardo del secondo articolo però, "Morte di Gesù Cristo e redenzione degli uomini mediante essa", i ginevrini presentarono un'interpretazione in qualche modo diversa da quella delle altre delegazioni. In questo caso i ginevrini si erano rifiutati di essere legati al concetto anselmiano della teoria della redenzione che era tipica delle altre delegazioni. I contributi di Ginevra vennero stampati negli Acta del Sinodo di Dordrecht.

## Diodati predicatore
Al Sinodo di Dordrecht Diodati non aveva limitato i suoi interventi teologici alle sessioni del Sinodo, ma aveva pure predicato altrove in Olanda in diverse occasioni. Al suo ritorno a Ginevra, il suo collega Tronchin aveva informato il Consiglio di Ginevra che: "Pendant notte sejour, outre le devoir qu'avons taché de rendre au Synode, Monsieur Diodati et moy avons presché fort souvent a Dordrecht, Rotterdam, Delft, La Haye, Amsterdam, et en autres lieux, non sans fruit par la benediction de Dieu".
Questi tentativi avevano riscontrato vario successo. I suoi uditori erano rimasti stupiti dalla chiarezza e dalla scorrevolezza con cui annunciava le verità evangeliche, e tutti se ne sentivano toccati nel cuore.
Sir Dudley Carleton, allora ambasciatore inglese all'Aia, scrisse di come Diodati aveva predicato di fronte alla corte di Maurice di Nassau a Natale del 1618: "Diodati, ministro a Ginevra, era stato all'Aia durante i recessi del Sinodo, ed aveva predicato alla cappella di corte sia ieri che oggi, alla presenza del principe d'Orange e del conte Guglielmo, la principessa ed il conte Enrico, ed un grande concorso di uomini e di donne d'entrambe le fazioni, il che è presagio di un possibile accordo". Ciononostante, non tutti i sermoni del Diodati erano stati bene accolti. Secondo il suo desiderio di promuovere il Protestantesimo italiano, a Dordrecht aveva deciso di condurre i culti riformati in italiano, quanti però l'avrebbero compreso?
Nessuno dei suoi sermoni è sopravvissuto, né come manoscritto né in forma pubblicata. Non è nemmeno isolabile alcun suo scritto completo per conoscere il suo pensiero specifico. Esso può essere dedotto in generale dai Canoni di Dordrecht, che egli ha contribuito a stilare, e negli atti concernenti il procedere delle discussioni al Sinodo. L'unica fonte importante sono i commenti al testo della sua Bibbia del 1640/41.

## Diodati diplomatico
Diodati pure esercitò attività diplomatica al servizio dello Stato di Ginevra durante il suo soggiorno a Dordrecht. Con Tronchin, egli aveva avuto istruzioni di entrare in negoziato con il governo olandese, col proposito di tentare di convincere gli Olandesi a cancellare un considerevole debito finanziario che Ginevra aveva contratto con il governo dei Paesi Bassi. Diodati in questo ebbe successo perché durante l'aprile 1689, una lettera del Diodati dall'Olanda venne letta al Consiglio di Ginevra. Egli aveva scritto che: "il a sondé quelques uns de Mrs. les Estats les plus confidents touschandt les obligations qu'il a recogneu lor intention de ne nous jamais rien demander".
I viaggi dei Diodati vennero poi molto limitati a causa delle sue cattive condizioni di salute. In due occasioni egli aveva avuto la funzione d'agente ginevrino in Francia (nel 1611 e nel 1617). Nel 1611 egli era stato inviato per assicurare gli aiuti di Ginevra fra elementi ugonotti.

## Contatti in Europa
Diodati era una figura relativamente ben conosciuta nell'Europa di quel tempo. La sua corrispondenza rivela contatti con molte figure interessanti in diversi paesi, come il leader ugonotto Philippe Du Plessis-Mournay, il teologo espatriato scozzese John Cameron, il diplomatico inglese Sir Dudley Carleton, il principe di Orange, Cyril Lucaris, Patriarca di Costantinopoli, il famoso ecumenista John Dury, il teologo francese André Rivet, come pure molte lettere associate al nome di J. J. Breitinger, il leader della Chiesa Riformata di Zurigo, che manteneva una vasta corrispondenza con teologi ed uomini d'affari in tutta Europa.
La statura del Diodati si era già rivelata per la sua associazione con Paolo Sarpi, che conosceva personalmente. Diodati tradusse pure l'opera di Edwin Sandys "Europae Speculum". Diodati era quindi anche molto interessato ai dibattiti culturali del tempo. La sua reputazione era considerevole in Inghilterra, dove l'uso del suo nome si comprovò utile ai propagandisti realisti al tempo della guerra civile.

## Gli ultimi anni
Diodati rimase al fedele servizio della Chiesa riformata di Ginevra per tutta la sua vita ma nella lotta del Diodati per pubblicare la sua versione francese della Bibbia, i suoi ultimi anni vennero disturbati da una serie di dispute all'interno della Chiesa ginevrina, e soprattutto di natura personale.
La salute, che aveva sempre avuta sana e robusta, cominciò a venirgli meno; una malattia di fegato, che gli procurava molte sofferenze, lo tormentò fino alla sua morte. La sorte dei figli lo turbò molto.
Dopo una brillante carriera durante la sua giovinezza, negli ultimi vent'anni della sua vita egli soffrì di un declino di popolarità nella Chiesa di Ginevra, e divenne uomo isolato e spesso amareggiato.
Il coraggio, la pertinacia e la rabbia del Diodati si rivelarono nella parte da lui avuta nella condanna di Nicolas Antoine, un unitario, punito con la pena capitale per giudaismo durante la metà del XVII secolo, e per la sua denuncia dei regicidi inglesi dal pulpito della cattedrale di Ginevra. Una fra le ragioni del cambiamento delle circostanze nella vita del Diodati era l'effetto della sua salute malferma, ma la ragione principale sembra essere stata l'effetto psicologico della lotta del Diodati per pubblicare una Bibbia francese. Questo lungo e infelice episodio assorbì molte delle energie del Diodati, e sembra certo che questa faccenda gli abbia impedito di completare e pubblicare la sua proposta traduzione latina delle Scritture.
Giovanni Diodati morì il 13 ottobre del 1649, a 73 anni. Di lui si disse che "era affabile e socievole con gli amici, marito esemplare e cittadino integerrimo, di carattere adamantino, meritò il nome di 'Catone di Ginevra'. La sua pietà era sincera e profonda; la sua carità ampia ed inesauribile". Le sue spoglie vennero tumulate nella cattedrale di Saint Pierre, dove gli fu eretto un monumento a spese della Repubblica.

## Le sue opere maggiori
Gli eventi spiacevoli non pregiudicano i successi avuti dal Diodati come traduttore della Bibbia in italiano. Come la versione autorizzata inglese del Re Giacomo (King James), anche la versione di Diodati è una traduzione del XVII secolo ancora in uso nel XX secolo. Egli è riuscito a creare lo standard per la Bibbia del Protestantesimo italiano.
L'unica altra parte delle sue opere che gli siano sopravvissute è la traduzione francese da lui compiuta della storia del Concilio di Trento prodotta dal Sarpi, ripubblicata molte altre volte dopo la prima edizione del 1649.
È sopravvissuta a due livelli: ha dapprima ritenuto rispetto accademico per le capacità linguistiche del Diodati. Sebbene con diverse correzioni, essa ha conservato il suo posto di traduzione responsabile e accurata, fatto questo che ha condotto alla sua accettazione da parte delle maggiori Chiese protestanti, e la sua diffusione da parte delle Società Bibliche. Questa propagazione della Bibbia del Diodati è stata talora accompagnata da un certo numero di critiche da diverse fonti, soprattutto cattoliche, ma questo non ha impedito alla Bibbia di conservare la sua posizione come versione più influente delle Scritture in italiano. In secondo luogo, la traduzione della Bibbia italiana da parte del Diodati è rimasta accettabile sia dal punto di vista letterario, quanto accademico.
A differenza della Versione Autorizzata inglese, risultato del lavoro di un gruppo di studiosi, Diodati aveva lavorato da solo, con eccezione forse dell'assistenza di Benedetto Turrettini, producendo una versione annotata completa della Bibbia nel 1607 quando aveva solo 31 anni. Le sue annotazioni rivelano un accento pietista e non dogmatico.

## Elenco dettagliato dei suoi scritti
- La Bibbia italiana. Edizioni principali: 1. Edizione del 1607, con apocrifi, introduzione ai libri ed ai capitoli, ed una combinazione di note marginali e a piè di pagina. 2. Edizione del 1641, "migliorata ed accresciuta", con l'aggiunta dei salmi in rima. Contiene apocrifi, introduzione ad ogni libro e capitolo, riferimenti incrociati a margine, copiose note a piè di pagina più vaste del testo stesso, diverse dalle note dell'edizione precedente.
- La Bibbia francese del 1643.
- Traduzione delle annotazioni alla Bibbia in diverse lingue.
- La traduzione francese dell'opera del Sarpi, 1621.
- La traduzione francese dell'opera di Sandys, 1626.
- Lettera all'Assemblea di Westminster, 1646.
- Lettera a Lady Westmoreland, 1648.

A questi vanno aggiunte, dal 1619 al 1632 una ventina di dissertazioni latine su argomenti teologici, e una grande quantità di sermoni e discorsi occasionali, che però non ci sono pervenuti.

## La traduzione italiana della Bibbia
La prima edizione completa, in quarto, della Bibbia in lingua italiana con annotazioni venne pubblicata a Ginevra nel 1607 col titolo La Bibbia, cioè i libri del Vecchio e del Nuovo Testamento, nuovamente traslatati in lingua italiana da Giovanni Diodati di nation lucchese; un Nuovo Testamento, senza annotazioni, apparve nel 1608. Tradusse dalle lingue originali, tenendo però d'occhio la versione di Massimo Teofilo, perché anch'essa dipendente dalle lingue originali.

## Conclusione
Questo scrisse Maria Betts nella sua biografia del Diodati, al termine del suo libro, come riassunto della vita del Diodati.
"A Venezia egli desiderava diffondere fra il popolo la verità dell'Evangelo e la parola del Signore. In Francia egli cercava aiuto e soccorso contro il nemico del suo paese, che cercava di far tornare Ginevra sotto il suo giogo d'errore e di ignoranza. In Olanda egli difendeva il Calvinismo contro la teologia venefica che silenziosamente minava le fondamenta della Chiesa di Cristo. A Ginevra, come cittadino, non lasciava che mai fosse influenzato da considerazioni personali, e come Consigliere e giudice ecclesiastico, non aveva mai sacrificato le sue profonde convinzioni alla pubblica opinione. Non temeva mai di dire la verità dal pulpito, e non temeva quelli che erano in alta posizione, che erano abituati ad essere lodati da leccapiedi. Davanti ai magistrati della Repubblica, non era mai venuto meno di uno iota alle sue convinzioni. Fino agli ultimi istanti della sua vita egli era come una roccia, sotto la quale le acque scorrono senza posa, ma essa rimane immutabile".